# Paso Vaquero
Paso Vaquero är en ort i Mexiko.   Den ligger i kommunen Carrillo Puerto och delstaten Veracruz, i den sydöstra delen av landet, 280 km öster om huvudstaden Mexico City. Paso Vaquero ligger 147 meter över havet och antalet invånare är 107.
Terrängen runt Paso Vaquero är platt, och sluttar österut. Runt Paso Vaquero är det ganska tätbefolkat, med 65 invånare per kvadratkilometer. Närmaste större samhälle är Cuitláhuac, 19,4 km väster om Paso Vaquero. Omgivningarna runt Paso Vaquero är en mosaik av jordbruksmark och naturlig växtlighet.